# یون الکسی
یون الکسی (انگلیسی: Ion Alexe؛ زادهٔ ۲۵ july ۱۹۴۶ (۷۸ سال)) ورزشکار بوکس اهل رومانی است.
وی در مسابقات کشوری و بین‌المللی در مجموع برندهٔ ۷ مدال طلا، ۳ مدال نقره، ۱ مدال برنز شده‌است.